# إيمان حسين (ممثلة عراقية)
إيمان حسين ، ممثلة ومدبلجة  . صحفية وإعلامية عراقية.

## عن حياتها
لها العديد من الأعمال التلفزيونية في المسلسلات ودوبلاج الرسوم المتحركة.

## أعمالها

### دوبلاج الرسوم المتحركة
- جازورا
- مغامرات رنا بدور (رنا)
- فلونة
- سفينة الأصدقاء بدور (رنين)
- مغامرات توم سوير (أنمي)
- مرجان والفرسان الثلاثة
- لوسي (أنمي) بدور (بيلي)
- الحوت الأبيض بدور (مشمش)
- جورجي بدور (جورجي)
- مغامرات نوال
- سهم الفضاء
- حكايات عالمية
- سالي في رحلة العجائب  بدور ( سالي )
- بومبو السيارة المرحة

## روابط خارجية
- إيمان حسين على موقع قاعدة بيانات الأفلام العربية